# Río Dell (California)
Rio Dell (antiguamente, Rio Del y Eagle Prairie) es una ciudad ubicada en el condado de Humboldt en el estado estadounidense de California. Según el censo de 2000 tenía una población de 3.174 habitantes y una densidad poblacional de 622.4 personas por km².

## Geografía
Rio Dell se encuentra ubicada en las coordenadas 40°29′57″N 124°6′23″O / 40.49917, -124.10639. Según la Oficina del Censo, la ciudad tiene un área total de 5.1 km² (2 sq mi), de la cual 4.9 km² (1.9 sq mi) es tierra y 0.2 km² (0.1 sq mi) (4.55%) es agua.

## Demografía
Los ingresos medios por hogar en la localidad eran de $29.254, y los ingresos medios por familia eran $36.464. Los hombres tenían unos ingresos medios de $30.410 frente a los $19.688 para las mujeres. La renta per cápita para la localidad era de $12.569. Alrededor del 18.5% de las familias y del 23.1% de la población estaban por debajo del umbral de pobreza.